# Barbourville
Barbourville ist eine Stadt im Knox County im US-Bundesstaat Kentucky. Nach der Bevölkerungszählung von 2020 lebten in der Stadt 3222 Einwohner. Die Kleinstadt ist zudem Verwaltungssitz (County Seat) des Knox County.

## Geographie
Die Stadt liegt im Gebiet des Kohlenreviers nördlich einer Schleife des mäandernden Cumberland Rivers im Südosten des Staates. Die Stadt erstreckt sich über ein Areal von 9,0 km².

## Geschichte
Der Ort formierte sich um 1800, als sich ein gewisser James Barbour die hiesigen Landrechte sicherte. Die Umgebung wurde bereits um 1750 durch Thomas Walker and Richard Ballinger erkundet. Um 1795 eröffnete man hier eine Taverne, um am Durchgangsverkehr der Wilderness Road verdienen zu können. Ein regelrechtes Postbüro eröffnete 1804. Während des Sezessionskrieges war die Umgebung der Stadt am 17. und 18. September 1861 Schauplatz einer kleineren Schlacht zwischen zwei Kompanien der Nordstaaten und rund 800 Mann der Konföderierten, bei der circa 20 Soldaten fielen.

## Demographie
Dem United States Census 2000 zufolge leben in Barbourville 3.589 Einwohner in 1.454 Haushalten und 859 Familien. Die Bevölkerungsdichte beträgt 397,1 Menschen/km². Die Bevölkerung der Stadt teilt sich in 94,40 Prozent Weiße, 3,23 % Afro-Amerikaner, 0,56 % Indianer, 0,25 % Asiaten, und 0,17 Prozent entstammen anderer ethnischer Herkunft bzw. 1,39 % leiten ihre Abstammung von zwei oder mehr "Rassen" ab. 0,59 Prozent der Bevölkerung sind hispanischer oder lateinamerikanischer Abstammung.
In 28,3 Prozent der Haushalte leben minderjährige Kinder bei ihren Eltern, in 36,9 % wohnen verheiratete Paare, in 19,6 % leben allein erziehende Mütter, und in 40,9 % leben keine Familien bzw. unverheiratete Paare. 37,8 % aller Haushalte werden von einer einzelnen Person geführt und in 15,4 % der Wohnungen lebt eine alleinstehende Person, die älter als 65 Jahre ist. Die durchschnittliche Größe eines Haushalts beträgt 15,4 und die durchschnittliche Familiengröße 2,88 Individuen.
Die Altersstruktur der städtischen Bevölkerung Barbourvilles spaltet sich folgendermaßen auf: 22,1 % unter 18 Jahren, 15,7 % zwischen 18 und 24 Jahren, 24,7 % im Alter zwischen 25 und 44, 20,5 % zwischen 45 und 64, sowie 17,0 Prozent, die älter als 65 Jahre sind. Das durchschnittliche Alter beträgt 34 Jahre.
Auf je 100 Frauen kommen 82,2 Männer. Nimmt man das Vergleichsalter 18 Jahre oder älter an, so ergibt sich sogar ein Verhältnis von 100:78,4.
Das durchschnittliche Einkommen eines Haushaltes dieser Stadt beträgt 13.297 US-Dollar, das mittlere Einkommen einer Familie 20.762 $. Männer verfügen über ein Einkommen von 31.775 gegenüber 18.102 $ bei Frauen. Das Pro-Kopf-Einkommen innerhalb der Stadt beträgt 11.485 Dollar. 38,0 Prozent der Bevölkerung und 32,6 % der Familien leben unterhalb der Armutsgrenze. In Bezug auf die Gesamtbevölkerung Barbourvilles leben 43,4 % der unter 18-Jährigen und 30,5 % der über 65-Jährigen jenseits der Armutsgrenze.

## Wirtschaft
Jahrzehntelang bestimmte der Abbau der „Blue Gem“-Kohle die Industrie der Umgebung.

## Sehenswürdigkeiten
- Reenactment der Schlacht von Babourville

## Persönlichkeiten
- Green Adams (1812–1884), Politiker
- George Madison Adams (1837–1920), Politiker
- Christophe Badoux (1964–2016), Schweizer Comiczeichner und Illustrator